# Cedar Grove (New Jersey)
Cedar Grove Township ist ein Township im Essex County, New Jersey, USA. Das U.S. Census Bureau ermittelte bei der Volkszählung 2020 eine Einwohnerzahl von 12.980.

## Geographie
Nach dem United States Census Bureau hat die Stadt eine Gesamtfläche von 11,3 km², wovon 10,9 km² Land und 0,3 km² (2,99 %) Wasser ist.

## Geschichte
Der Ort war in den 1930er bis 1950er Jahren berühmt für den Veranstaltungsort Frank Dailey’s Meadowbrook, in dem die großen Swingbands wie das Duke Ellington Orchestra, das Count Basie Orchestra oder Frank Sinatra, Dean Martin und Doris Day gastierten. In dem Gebäude befindet sich heute eine Kirchengemeinde.

## Demographie
Nach der Volkszählung von 2000 gibt es 12.300 Menschen, 4403 Haushalte und 3240 Familien in der Stadt. Die Bevölkerungsdichte beträgt 1125 Einwohner pro km². 90,05 % der Bevölkerung sind Weiße, 2,99 % Afroamerikaner, 0,05 % amerikanische Ureinwohner, 5,42 % Asiaten, 0,02 % pazifische Insulaner, 0,46 % anderer Herkunft und 1,00 % Mischlinge. 3,20 % sind Latinos unterschiedlicher Abstammung.
Von den 4403 Haushalten haben 28,5 % Kinder unter 18 Jahre. 63,4 % davon sind verheiratete, zusammenlebende Paare, 7,8 % sind alleinerziehende Mütter, 26,4 % sind keine Familien, 23,1 % bestehen aus Singlehaushalten und in 12,3 % Menschen sind älter als 65. Die Durchschnittshaushaltsgröße beträgt 2,57, die Durchschnittsfamiliengröße 3,05.
19,2 % der Bevölkerung sind unter 18 Jahre alt, 5,3 % zwischen 18 und 24, 27,0 % zwischen 25 und 44, 26,0 % zwischen 45 und 64, 22,5 % älter als 65. Das Durchschnittsalter beträgt 44 Jahre. Das Verhältnis Frauen zu Männer beträgt 100:87,0, für Menschen älter als 18 Jahre beträgt das Verhältnis 100:83,6.
Das jährliche Durchschnittseinkommen der Haushalte beträgt 78.863 USD, das Durchschnittseinkommen der Familien 94.475 USD. Männer haben ein Durchschnittseinkommen von 66.197 USD, Frauen 40.582 USD. Der Prokopfeinkommen der Stadt beträgt 36.558 USD. 2,0 % der Bevölkerung und 1,1 % der Familien leben unterhalb der Armutsgrenze, davon sind 0,8 % Kinder oder Jugendliche jünger als 18 Jahre und 3,2 % der Menschen sind älter als 65.

## Nachweise
1. ↑  cedargrovenj.org. (abgerufen am 6. Januar 2025).
2. ↑  Explore Census Data Total Population in Cedar Grove township, Essex County, New Jersey. US Census Bureau, abgerufen am 6. Januar 2025 (englisch).